# Steal This Episode
«Steal This Episode» (с англ. — «Укради эту серию») — девятый эпизод двадцать пятого сезона мультсериала «Симпсоны». Вышел в эфир 5 января 2014 года в США на телеканале FOX. Название эпизода отсылает к книге Эбби Хоффмана «Укради эту книгу» (англ. «Steal This Book»).

## Сюжет
Все вокруг только и делают, что обсуждают новый фильм про Радиоактивного человека. Гомер начинает опасаться, что, наслушавшись спойлеров, он не получит никакого удовольствия от просмотра. Он спешно хватает всю семью и тащит в кинотеатр. На сеансе перед фильмом крутят рекламные ролики, что выводит из себя Гомера. Он раздражён качеством современных кинотеатров и вообще современным кино, которое, по его мнению, стало даже хуже, чем телевидение.
Барт рассказывает Гомеру, что в современном мире не обязательно ходить в кино, чтобы посмотреть новый фильм, ведь фильм можно просто скачать из интернета. Он показывает, как это делается (зрители в этот момент видят гонку NASCAR), и они вместе смотрят фильм про Радиоактивного человека на ноутбуке. Впечатлённый Гомер в следующий раз приглашает к себе домой Ленни и Карла и они таким же образом смотрят новый фильм про Джеймса Бонда. Затем Гомер вообще решает открыть «народный кинотеатр» у себя на заднем дворе. Он скачивает киноновинки и показывает их всем желающим на простыне. Когда же Мардж узнаёт, что это всё незаконно, она отправляет в Голливуд 12$, которые потратила бы на билет, если бы пошла в кинотеатр. Менеджер в Голливуде, узнав о том, что где-то существует подпольный кинотеатр и нарушаются авторские права, докладывает об этом ФБР.
ФБР проводит спецоперацию во дворе у Симпсонов как раз в тот момент, когда Гомер показывает новый эпизод ещё не вышедших «Космических войн». Гомера забирают в тюрьму. Другие заключённые, узнав, что он сидит за видеопиратство, избивают его. Из-за этой потасовки автобус с заключёнными переворачивается и Гомеру удаётся бежать. Дома Мардж просит его пойти в полицию и самому сдаться властям. В качестве альтернативы Лиза предлагает спрятаться в шведском консульстве, где их не тронут, так как скачивание фильмов не является незаконным в Швеции. Находясь в заточении в консульстве, Мардж признаётся, что это она написала письмо в Голливуд. Шокированный этим известием Гомер решает сдаться.
Дело Гомера слушается Федеральным судом. Джудд Апатоу выступает с обвинением от лица голливудских режиссёров, и Гомера признают виновным в нарушении авторских прав. В своём заключительном слове он произносит речь, которая неожиданно трогает голливудских продюсеров. Они снимают все свои обвинения и даже собираются экранизировать историю Гомера. Однако Гомер объявляет, что подпишет контракт только с той студией, которая на его роль возьмёт Ченнинга Тейтума и заставит того набрать вес…
Жители Спрингфилда решают устроить сюрприз для Симпсонов. Они скачивают фильм про Гомера на Bootleg Bay и устраивают совместный просмотр. Гомер, узнав об этом, приходит в ярость. Он требует, чтобы все пошли на этот фильм исключительно в кинотеатр, так как он получает доход с продаж, и чтобы все покупали всё то, что показано в рекламе перед фильмом…
Во время просмотра этого фильма в одиночестве в кинотеатре Барт и Лиза обсуждают, на чьей стороне всё-таки правда: голливудских продюсеров или же тех, кто за свободу интернета? Лиза считает, что хотя обе стороны «утверждают, что их намерения благородны, однако и те, и другие пытаются украсть столько денег, сколько могут».
Затем Лиза продолжает говорить, кто такой «настоящий пират», но подвергается цензуре кадрами NASCAR (которые также использовались для того, чтобы подвергать цензуре части того, как Барт учил Гомера загружать фильмы) во время титров, за которыми следуют пиратский флаг и смех Сета Рогена.

## Отношение критиков и публики
В целом серия получила положительные отзывы. Деннис Перкинс с сайта The A.V. Club поставил эпизоду B, отметив, что это лучшая серия сезона. Тереза Лопес из TV Fanatic оценила серию на 5 из 5, сделав упор на приглашённых звёздах, которые, по её мнению, смотрелись органично в сюжете.
Эпизод получил телевизионный рейтинг 4,6 и в вечер премьеры его посмотрело в общей сложности 12,04 млн человек, это лучший показатель того дня в блоке Animation Domination. Этот эпизод стал самым просматриваемым в 25 сезоне. По просмотрам серия подошла к эпизоду «Moms I’d Like to Forget» из 22 сезона, который в вечер премьеры посмотрело 12,6 млн человек.